# Dąbroszyn (Witnica)
Dąbroszyn (deutsch Tamsel) ist eine Ortschaft im Kreis Gorzów Wielkopolski der polnischen
Woiwodschaft Lebus. Dąbroszyn ist Teil der Landgemeinde Witnica (deutsch Vietz).

## Ortsteile
Im Jahre 1939 gehörten zur Gemeinde Tamsel die Ortsteile Behlenbrücke, Eichwerder, Gernheim, Groß Eichwerder und Sandwerder.

## Geschichte
|  |

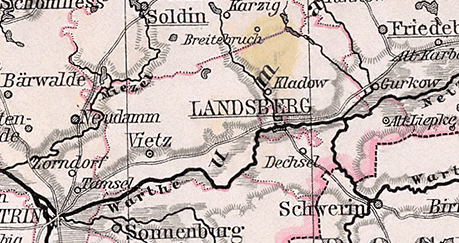
Tamsel südwestlich der Stadt Landsberg a. d. Warthe auf einer Landkarte von 1905

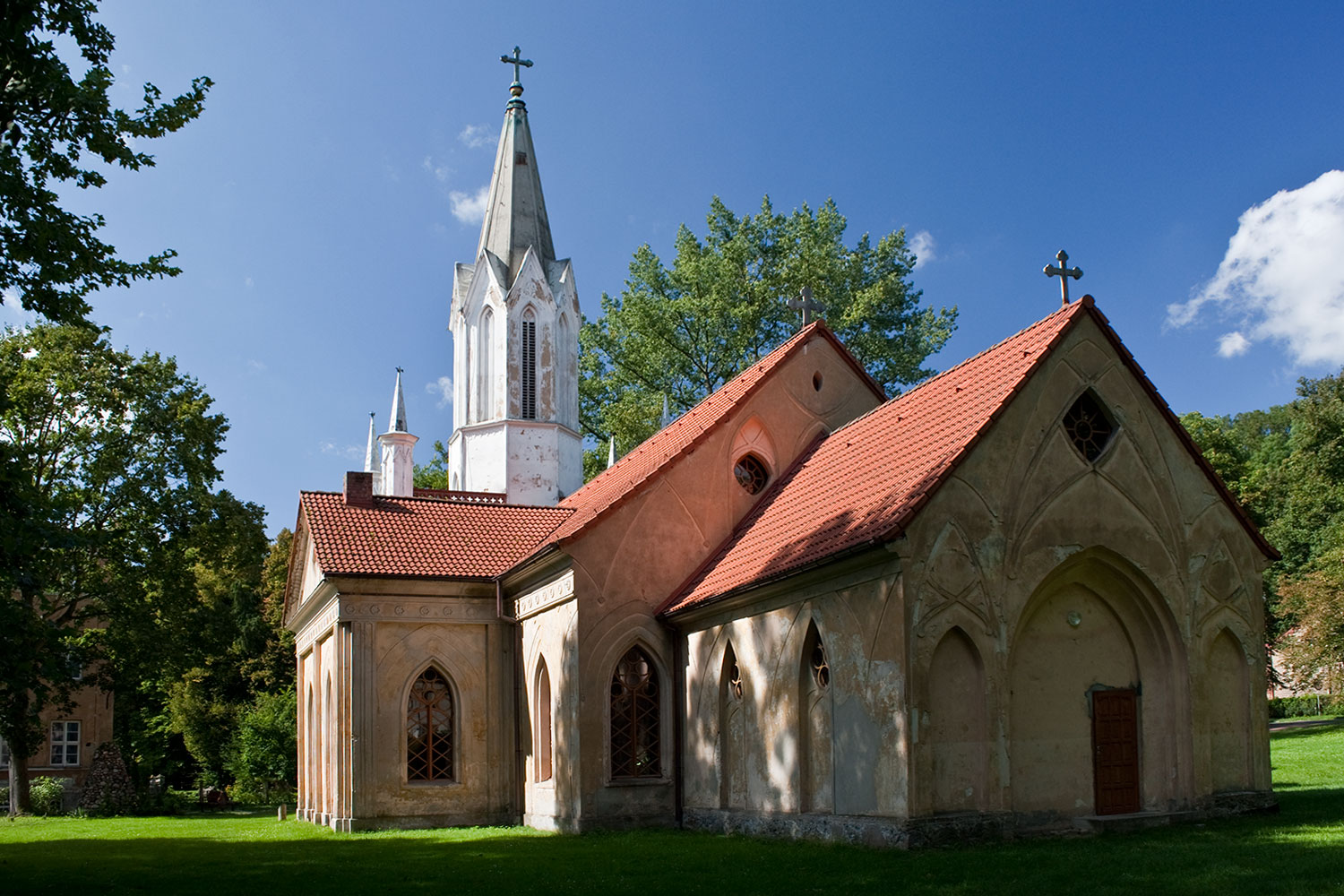
Die Kirche, 2011

Tamsel wurde bereits um 1200 urkundlich erwähnt. Das Fischerdorf liegt am nördlichen Warthebruch am Fuße bewaldeter Hügel. Damit ist der Ort unweit Küstrins einer der ältesten Orte in der Neumark. 1262 ging es aus dem Besitz des Templerordens an die Markgrafen Johann I. und Otto III. von Brandenburg über. Von 1266 an gehörte der Ort dem Bistum Lebus und ab 1318 zählte er zu den Besitzungen des Johanniterordens. Tamsel ging 1530 unter dem Ordensmeister Veit von Thümen an den Markgrafen Hans von Küstrin über. Aber bereits 1544 erscheint Mathaeus von Schönebeck als Erbherr auf Tamsel, danach ein Claus von Schönebeck. Die letzten Besitzer dieses Geschlechts waren Asmus von Schönebeck und sein Onkel Klaus von Schönebeck. Dessen Witwe Marianne, eine geborene von Schapelow, heiratete Hans Adam I. von Schöning.
Schöning konnte zunächst nur die Hälfte zum Lehen bekommen. Erst sein Sohn Hans Adam von Schöning erhielt am 17. September 1685 die ganzen Güter Tamsel und Warnick. Nach seiner erfolgreichen Teilnahme an den Türkenkriegen und besonders der Belagerung von Ofen (1684/1686) (heute Budapest) und dessen erfolgreicher Erstürmung wurde er von Kaiser Leopold I. mit einem kostbaren Degen belohnt. Im Anschluss erbaute er das Schloss Tamsel mit Hilfe griechischer Handwerker. Danach erbte sein Sohn Hans Ludwig von Schöning das Gut. Bereits am 23. Juni 1693 hatte man mit dem Markgrafen Karl Philipp von Brandenburg vereinbart, dass wenn keine männlichen Erben mehr zur Verfügung stehen sollten, auch die Töchter erben dürfen. Dieser Fall trat nun ein.
Hans Ludwigs Tochter Luise Eleonore von Schöning (1708–1784), seit 1723 Frau des Generalmajors Adam Friedrich von Wreech (1689–1746), erhielt 1724 den Lehnsbrief über Tamsel und Warnick. Erben der Güter wurden ihre beiden Söhne Friedrich (1733–1785) und Ludwig (1734–1795). Letzterer, seit 1785 im Alleinbesitz der Güter, starb unverheiratet und vererbte sie dem Sohn seiner Schwester Sophie Friederike (1730–1784), dem Grafen Bogislaw von Dönhoff-Dönhoffstadt (1754–1809). Dessen einziger Sohn Stanislaus starb 20-jährig am 25. Juli 1816 bei einem Duell unter Studenten in Göttingen. Der Gesamtbesitz wurde unter seinen fünf Schwestern verteilt.
Seine Schwester Rosalie Ulrike (1789–1865) erbte Tamsel und Warnick. Sie war mit dem Grafen und Generalmajor Herrmann von Schwerin (1776–1858) verheiratet. Nach seinem Tod wurden die Güter unter den Kindern aufgeteilt und sein jüngster Sohn Bogislav von Schwerin (* 20. November 1833; † 19. Mai 1889) erbte das nach dem General-Adressbuch der Rittergutsbesitzer Brandenburg 2876 ha  große Rittergut Tamsel. Er war seit dem 4. Oktober 1858 mit Pauline von Sichart (* 19. Juli 1835; † 16. März 1902) verheiratet. Da deren Sohn Max Ulrich Bogislav Graf von Schwerin früh starb, erbte Graf Stanislaus von Schwerin (* 5. August 1871; † 12. August 1949), als Gutsherr Tamsel mit Vorwerk Gernheim und seine Frau Helene von Klitzing waren bis 1945 die letzten Besitzer von Tamsel.

„Tamsel ist ein reiches, schön gelegenes Dorf, etwa eine Wegstunde nordöstlich von Küstrin. Waldhügel, deren
gewundene Linien mutmaßlich das alte Bett der Warthe bezeichnen, schließen es von Norden her ein, während nach Süden
hin die Landschaft offen liegt und die Flußarme in allerlei Windungen sich durch das Bruchland ziehen.“

Die alte Kirche im gotischen Stil ließ Graf Herrmann von Schwerin in den Jahren 1825 bis 1828 erneuern. Durch den Ort führt die Bahnstrecke Tczew–Küstrin-Kietz Grenze, die ehemalige Preußische Ostbahn.
Bis 1945 war Tamsel ein Ort im Landkreis Landsberg (Warthe) im Regierungsbezirk Frankfurt.
Im Zweiten Weltkrieg eroberte die Rote Armee Tamsel im Januar 1945. Am 21. Juni 1945 befahl das Oberkommando der rechts der Oder stationierten 5. Infanteriedivision der Polnischen Volksarmee das „Hinauswerfen des deutschen Ungeziefers aus seit Menschengedenken polnischen, durch die polnische Armee und die brüderliche Rote Armee befreiten Gebieten“, zu denen im Bereich des 17. Infanterieregiments auch „Tanzel“ gehörte. Das Regiment meldete am 23. Juni den Vollzug des Befehls in „Tamzel“. Die Verwaltung Tamsels durch die Volksrepublik Polen konnte sich erst im Juli 1945 etablieren. Sie benannte Tamsel in Dąbroszyn um.

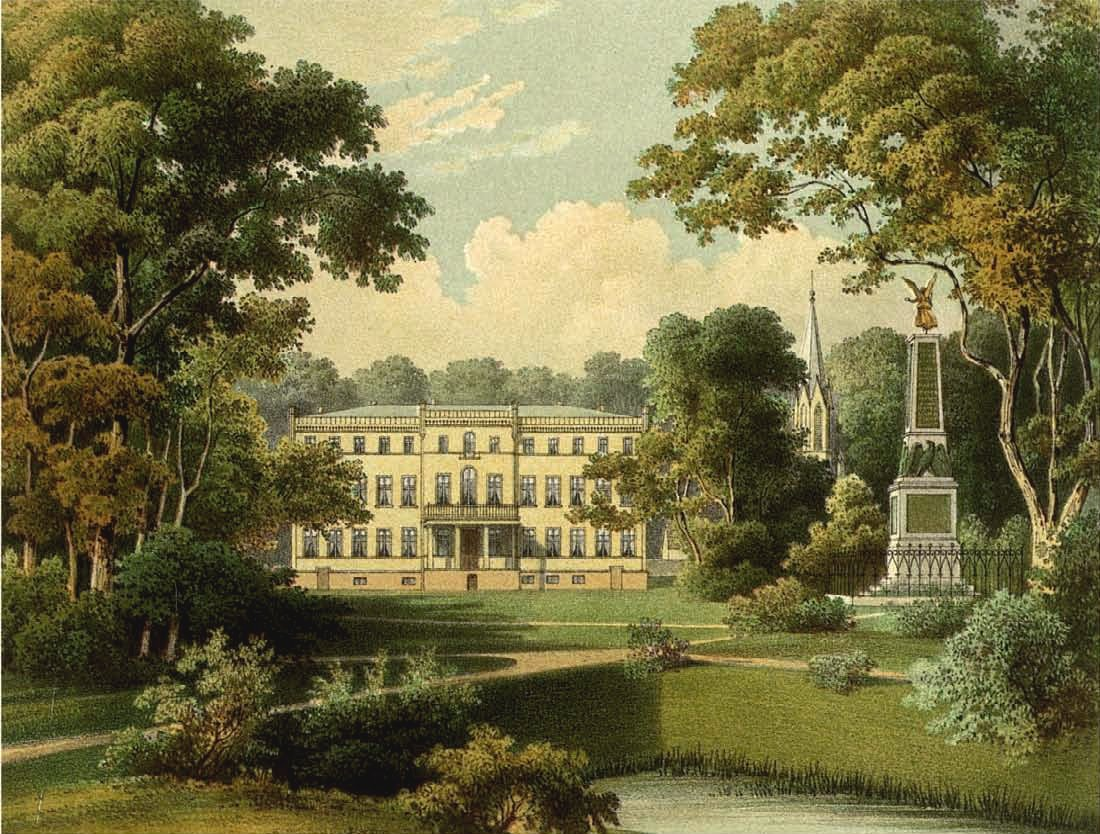
Schloss Tamsel um 1860
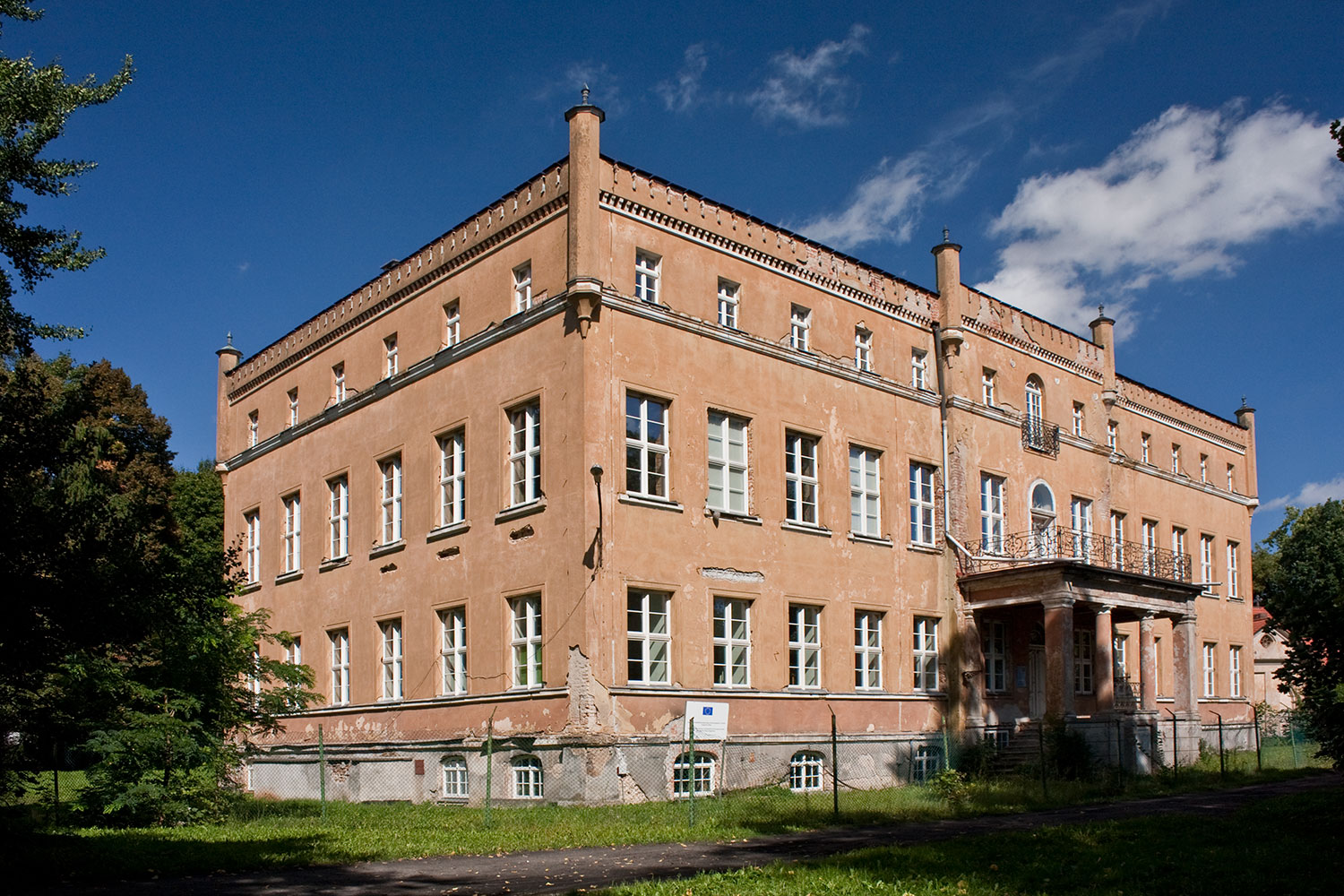
Schloss Tamsel heute
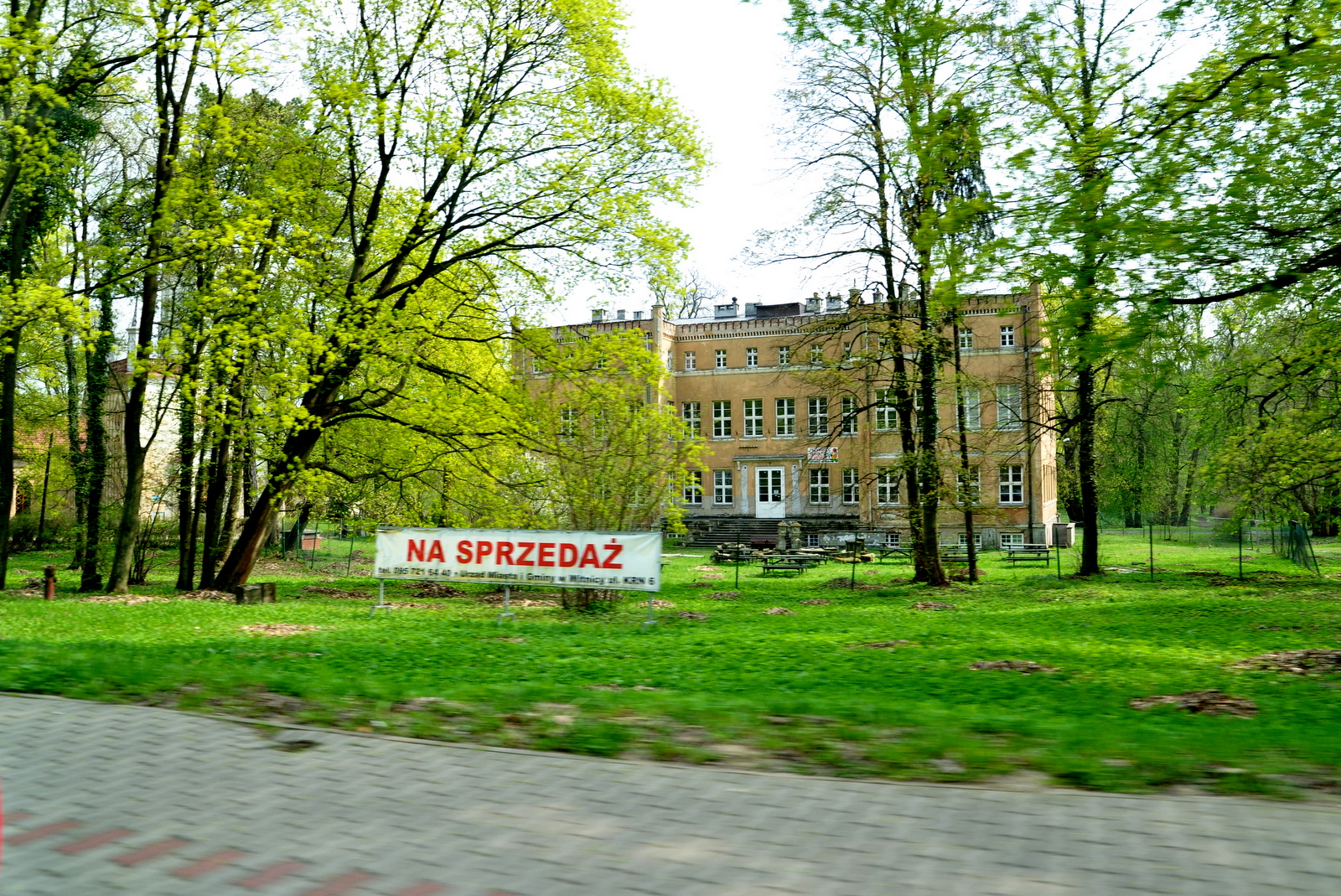
Palac Dabroszyn steht zum Verkauf (2011)

### Einwohnerentwicklung
| Jahr          | 1801 | 1933 | 1939 |
| Einwohnerzahl | 455  | 845  | 756  |

## Söhne und Töchter
- Hans Adam von Schöning (1641–1696), preußischer Generalfeldmarschall
- Louise Eleonore von Schöning (1708–1784), preußische Adelige, Erbin von Schloss Tamsel